# Río Pechora
El río Pechora (también transliterado como Petchora) (en ruso: ' Печора ' Pečora; en komi, Печӧра; en nenezo, Санэроˮ яха ) es un río del norte de la Rusia europea que desemboca en el mar de Pechora (mar de Barents, océano Ártico). Tiene una longitud de 1809 km (lo que le hace el sexto más largo de Europa) y drena una cuenca de 322 000 km². Administrativamente, discurre por la república de Komi y el distrito autónomo de Nenetsia.

## Nombre
El nombre del río proviene probablemente del nombre de la tribu pechora, registrada aquí por los anales rusos. Si el hidrónimo es primario, el nombre es antiguo y posiblemente relacionado con el hidrónimo, en  Komi 'Visera'. - Vishera.
El etnógrafo B. O. Dolgikh creía que el nombre proviene del idioma nenezo peo, o Idioma nenezo - "bosque" y Idioma nenezo 'ter', o en Idioma nenezo 'der' - "habitante", que significa "habitante del bosque".
Los mansi llaman al río Peserya, según una versión el hidrónimo significa "río (tribu) pechora", en  Mansi significa "río", es decir, también podría ser la base del nombre moderno del río.

La cuenca del Pechora

## Geografía
Este río nace en los Montes Urales Septentrionales en Koyp en Rusia. Tiene una longitud de 1809 km, cuenca - 322 mil km². Nace en los  Urales del Norte, en el sureste de la República de Komi, y fluye principalmente hacia el suroeste. Nace a 675 m sobre el nivel del mar. En 1981, una losa de hierro fundido con la inscripción "Desde aquí nace el gran río septentrional Pechora" señalaba el inicio o nacimiento del río.
Desde el nacimiento hasta la desembocadura del Unya, el Pechora tiene un terreno montañoso. En la aldea de Yakshi (tras la confluencia con el río Volostnitsa), gira hacia el norte y fluye por la llanura del Pechora hasta Ust-Usa. Después de la desembocadura del Usa gira hacia el oeste, formando un ancho codo con dos grandes curvas. La anchura del canal alcanza aquí los 2 km y en el valle aparecen extensas praderas inundables. En la zona de Ust-Tsilma (tras la confluencia de los ríos Pizhma y Tsilma) El Pechora gira de nuevo hacia el norte, en este tramo su amplia llanura de inundación está cortada por numerosos canales ("esferas") y  lagos en forma de meandro. 
A unos 130 km de la desembocadura el Pechora se divide en dos ramas, la oriental (Bolshaya Pechora) y la occidental (Malaya Pechora). Aguas abajo, cerca de Naryan-Mar, el río forma un delta de unos 45 km de ancho y desemboca en la bahía de Pechora del Mar de Pechora.
Las corrientes de escorrentía se extienden hacia el sur hasta la localidad de  Oxina.
La pendiente global del río es de 0,373 m/km. En sus tramos superiores (aguas arriba de Ilycha) la pendiente es de 2,5-3,0 m/km, el río es rápido y rápido y su fondo es pedregoso. Por debajo de Ust-Ilycha la pendiente es de 0,10-0,11 m/km, el caudal del Pechora casi se duplica, el canal se ensancha de 100-150 a 300 m, el fondo cambia de pedregoso a arenoso, mezclado con guijarros y grava.
Sus principales afluentes son los siguientes ríos:
- por la derecha: 
  - río Ilytch (Илыч), con una longitud de 411 km, un caudal de 177 m³/s y una cuenca de 16 000 km²;
  - río Shchugor (Щугор), con una longitud de 300 km, un caudal de 252 m³/s y una cuenca de 9660 un km²;
  - río Usá (Уса), con una longitud de 565 km, un caudal de 1310 m³/s y una cuenca de 93 600 km²;
  - río Ersai (Ёрса), con una longitud de 206 km y una cuenca de 2520 km²;
  - río Lai (Лая), con una longitud de 332 km y una cuenca de 9530 km²;
  - río Shapkina (Шапкина), con una longitud de 499 km, un caudal de 582 m³/s y una cuenca de 6570 km²;

- por la izquierda:
  - río Severnaïa Mylva (Северная Мылва), con una longitud de 213 km, un caudal de 29,5 m³/s y una cuenca de 5970 km²;
  - río Kojva (Кожва), con una longitud de 194 km y una cuenca de 9560 km²;
  - río Lija (Лыж), con una longitud de 223 km y una cuenca de 6620 km²;
  - río Izhma o Izva (Ижма), con una longitud de 531 km, un caudal de 317 m³/s y una cuenca de 31 000 km²;
  - río Tsilma  (Цильма), con una longitud de 374 km, un caudal de 228 m³/s y una cuenca de 21 500 km²;
  - río Pizhma (Пижма), con una longitud de 389 km, un caudal de 55 m³/s y una cuenca de 5470 km²;
  - río Vel (Вель), con una longitud de 173 km y una cuenca de 4110 km²;
  - río Lemjo (Лемъю), con una longitud de 197 km y una cuenca de 4310 km²;
  - río Un'ja (Унья), con una longitud de 163 km, un caudal de 45 m³/s una cuenca de 2890 km²;
  - río Sula (Сула), con una longitud de 353 km, un caudal de 92 m³/s una cuenca de 10 400 km²;

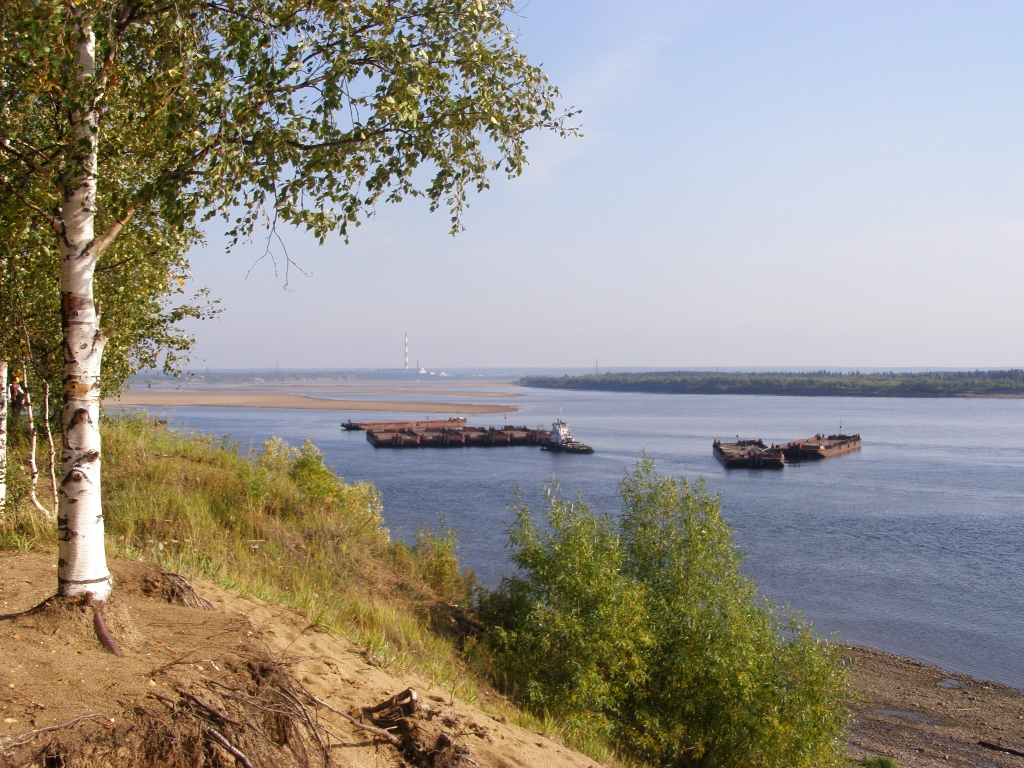
Vista del río Pechora.

### Mapas

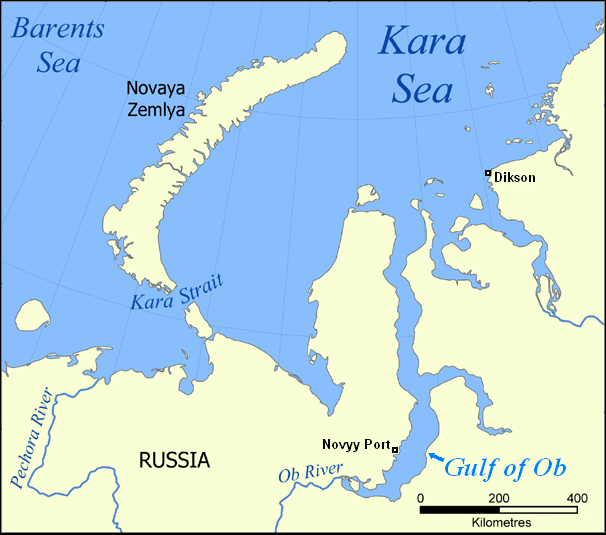
El Pechora (abajo a la izq) en un mapa del golfo del Obi
Mapa de la cuenca hidrográfica del Pechora
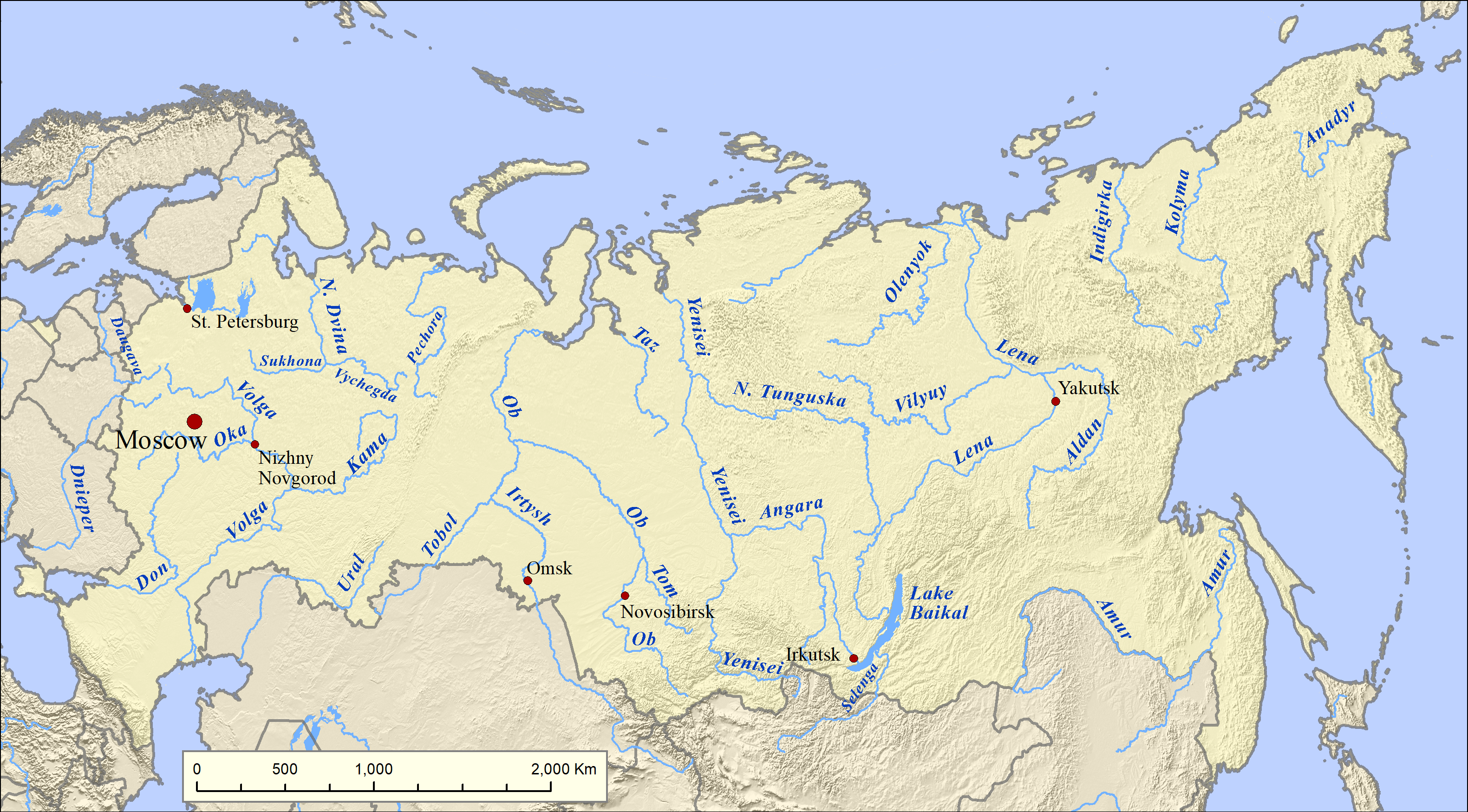
El Pechora (arriba a la izq.) en un mapa de los ríos rusos

En el segundo mapa se pueden leer los nombres de tres ciudades en su curso: Vuktyl (Вукты́л), Pechora (Печора) y Narian-Mar (Нарьян-Мар).
Este río desemboca al Océano Glaciar Ártico junto al río Dvina Septentrional, en primavera el deshielo provoca que su caudal aumente notablemente.

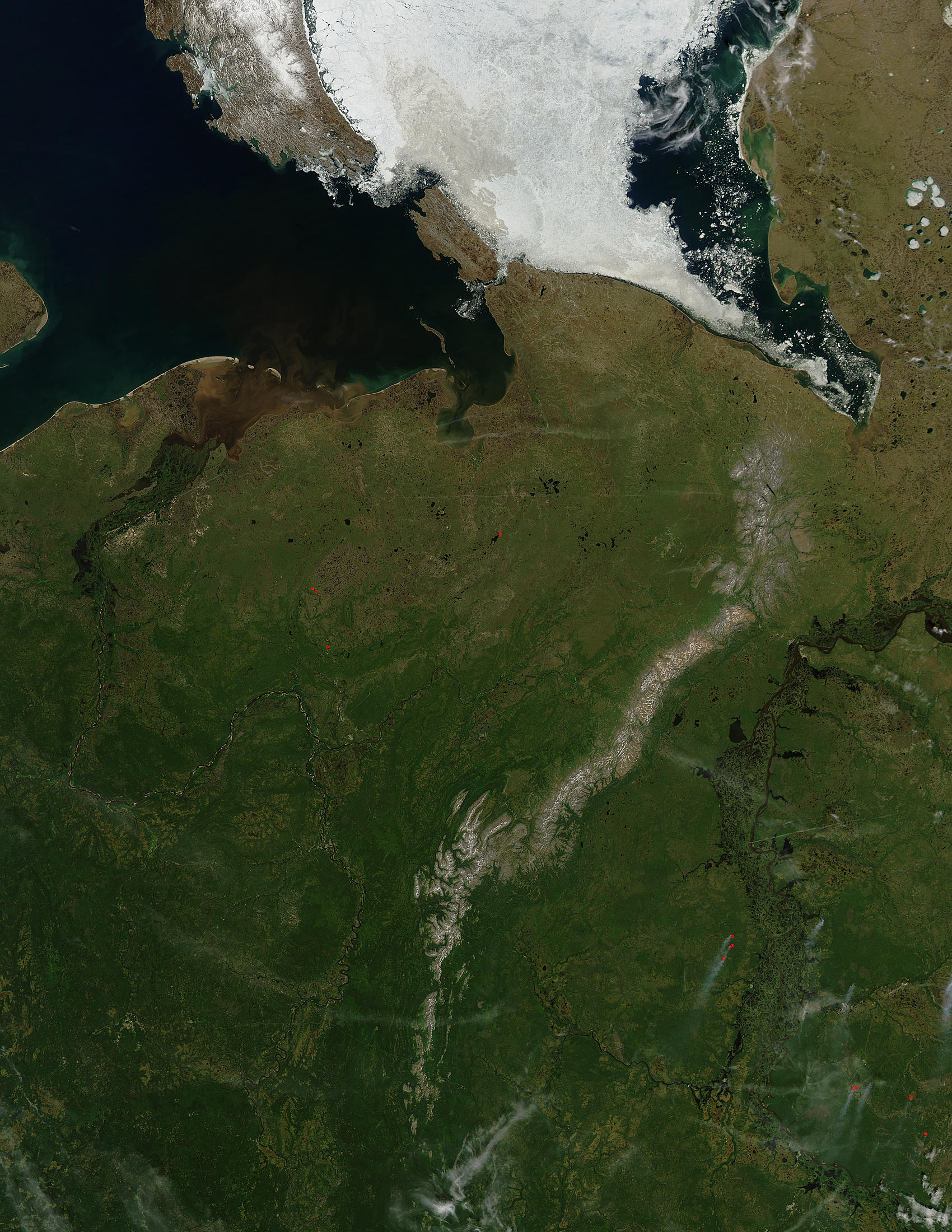
El río Pechora, en una vista desde satélite. Se ven los Montes Urales en color claro, y parte del río Ob.

## Hidrología
El caudal medio mensual del río se registró entre 1981 y 1993 en la localidad de Oksino, situado 141 km aguas arriba de la desembocadura. Los valores se presentan en el diagrama siguiente (unidades métricas, m3/s)..

## Caudales del Petchora en diferentes puntos de su curso[10]
| Localidad                                        | Distancia desde la desembocadura (km) | Zona de captación km² | Módulo] (m³/s) | nivel del agua (mm) |
| ------------------------------------------------ | ------------------------------------- | --------------------- | -------------- | ------------------- |
| Troïtsko-Petchorsk62°43′N 56°13′E / 62.72, 56.22 | 1359                                  | 35600                 | 530            | 470                 |
| Oust-Chougor64°16′N 57°37′E / 64.27, 57.62       | 1036                                  | 67500                 | 1067           | 499                 |
| Moutny Materik65°57′N 55°10′E / 65.95, 55.17     | 610                                   | 205000                | 3146           | 484                 |
| Oust-Tsilma65°25′N 52°17′E / 65.42, 52.28        | 425                                   | 248000                | 3440           | 431                 |
| Oksino67°38′N 52°11′E / 67.63, 52.18             | 141                                   | 312000                | 4379           | 485                 |

## Geología
La cuenca del Pechora está enmarcada por dos cordilleras de edad primaria que forman una V y que están conectadas por un umbral de depósitos glaciares: al oeste la cordillera de Timan (200-300 m) y al este la cordillera de los Urales (1000 a 1800 m). La propia cuenca está cubierta por depósitos del Cuaternario que toman prestados la mayoría de sus elementos de las rocas del Paleozoico de la región.

## Medio ambiente
En la cuenca alta del Pečora, en torno a la confluencia con su afluente Ilyč, se encuentra la reserva natural Pečoro-Ilyčskij, que constituye la zona central de la selva virgen de Komi, uno de los sitios de Patrimonio Mundial.

## Asentamientos
Los puertos deportivos más importantes del Pechora son Naryan-Mar, Ust-Tsilma, Shellyayur, Pechora, Vuktyl.
Otros asentamientos en el Pechora son Komsomolsk-on-Pechora, Troitsko-Pechorsk, Akis, Ust-Unya, Aranets, Brykalansk, Peschanka, Sokolovo, Ulyashovo, Rodionovo, Novikbozh, Ust-Usa, Shellyabozh, Zakharvan, Denisovka, Mutny Matter, Kipievo.

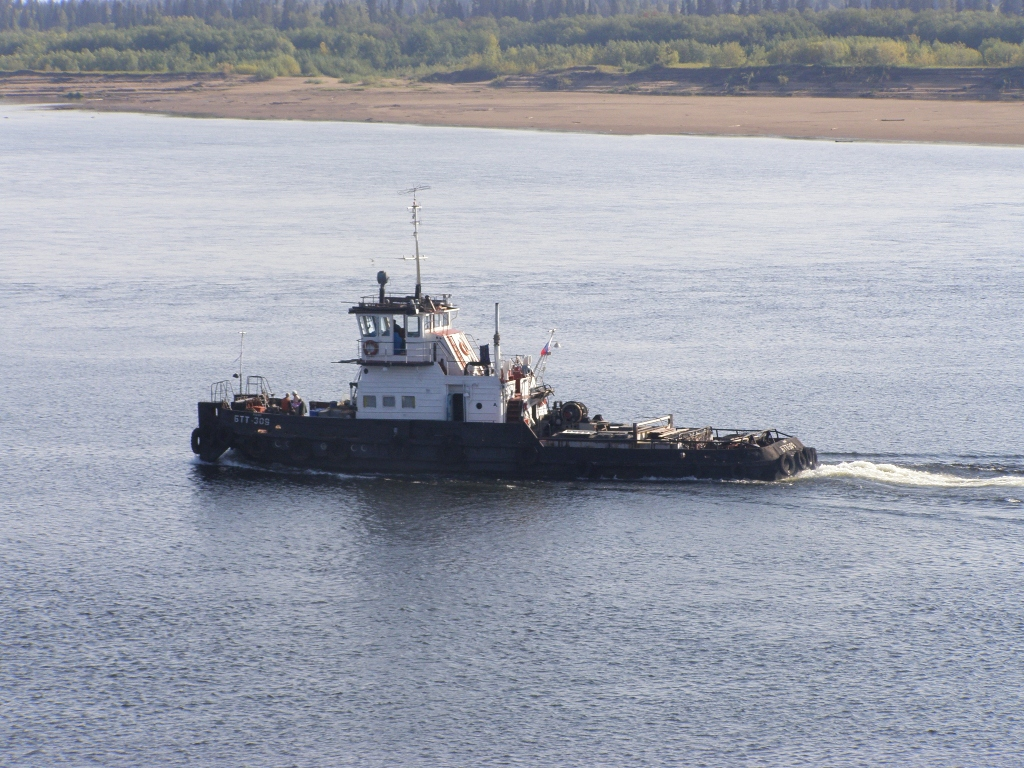
Remolcador (cerca de la ciudad de Pechora)

.

## Proyectos de canal Pechora-Kama

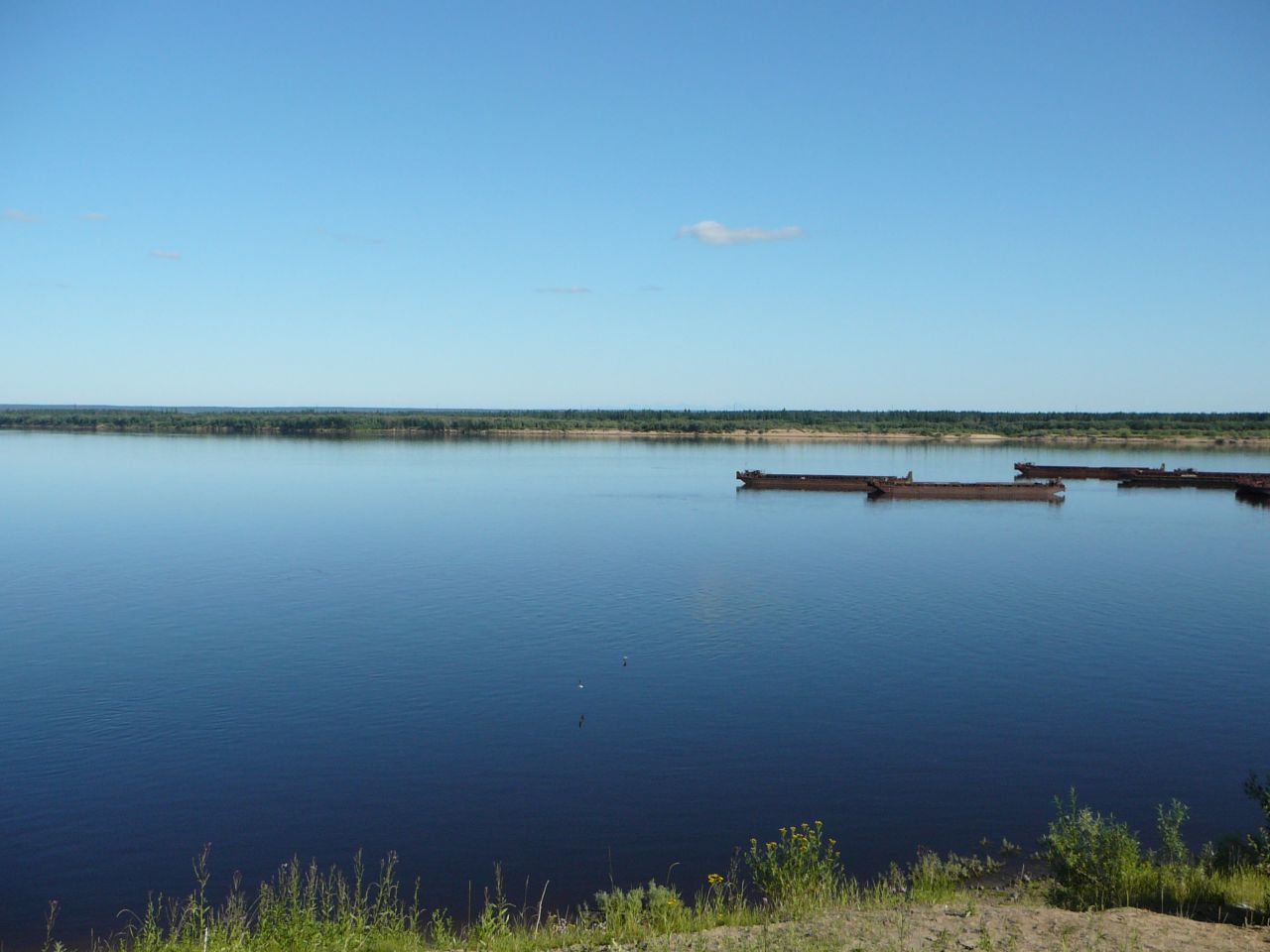
Orilla del río Pechora (cerca de la ciudad de Pechora))

Antes de la llegada del ferrocarril al Pechora, una forma importante de viajar a la región era a través de una carretera de porteo, desde Cherdyn en la cuenca del Kama hasta Yaksha en el Pechora.
La construcción del «Canal Pechora-Kama-Kama-Pechora» debía conectar las cuencas del Pechora y del Kama-Kama. La realización de este proyecto habría permitido la integración del Pechora en el Sistema unificado de aguas profundas de la parte europea de Rusia. Posteriormente, el proyecto se destinó principalmente a trasvasar las aguas del Pechora al Kama y, posteriormente, al Volga y al Mar Caspio.
El canal entre el Pechora y el Kama formaba parte de un plan de reconstrucción y desarrollo del Volga, aprobado en noviembre de 1933 en una conferencia especial en la Academia de Ciencias. Las investigaciones en este sentido fueron llevadas a cabo el Proyecto Hidroeléctrico bajo la dirección de Sergei Yakovlevich Zhuk. Los planes para el canal cobraron nueva vida en 1961, durante el reinado de Nikita Jrushchov. El canal pasó a formar parte de un plan aún más grandioso: el Giro de los ríos siberianos.
El 23 de marzo de 1971, bajo tierra cerca de la aldea Vasyukovo del Distrito Cherdynsky del Óblast de Perm, a unos 100 km al norte de la ciudad de Krasnovishersk, se detonaron tres cargas nucleares de 15 kilotones. Estas explosiones nucleares de ingeniería de prueba, conocidas como proyecto Taiga, formaban parte de una serie de explosiones nucleares pacíficas en la URSS y pretendían demostrar el uso de explosiones nucleares para la construcción de canales. La triple explosión creó un cráter alargado de 600×380 metros. Posteriormente, se decidió que no era posible construir el canal de esta forma, ya que se habrían necesitado cientos de explosiones nucleares, y se abandonó la "opción nuclear" para crear la excavación del canal. El gobierno de la URSS abandonó por completo el giro de los Ríos del Norte en 1986.
Entre los años 1960 y 1980 se discutió ampliamente el proyecto de un Canal Pechora-Kama por la misma ruta general, esta vez no tanto para el transporte, sino para el desvío de parte del agua del Pechora al Kama, como parte de un gran esquema de inversión del río del Norte. Sin embargo, no se llevó a cabo ningún trabajo de construcción en la ruta del canal propuesto, aparte de una explosión nuclear triple en 1971, que excavó un cráter de más de 600 m.

## Referencia literaria
El río Pechora fue el origen del nombre de Pechorin, protagonista de la novela de 1839 Un héroe de nuestro tiempo de Mijaíl Lermontov, una conocida obra de la literatura rusa.